# Illa McNish
L'illa McNish (en anglès: McNish Island) és la major de dues illes situades al costat est de la badia Cheapman al costat sud de l'illa Sant Pere (Geòrgia del Sud). Va ser examinat per l'Enquesta de Geòrgies del Sud en el període 1951-1957, i nomenat pel Comitè Antàrtic de Llocs Geogràfics del Regne Unit (UK-APC) per Harry McNish (1874-1930), fuster de l'Expedició Imperial Transantártica de Sir Ernest Shackleton del 1914 al 1917. El nom va ser canviat de McNeish Island a McNish Island el 1998 després de la presentació del certificat de naixement d'Henry McNish al Comitè Antàrtic de Llocs Geogràfics del Regne Unit que demostrava l'ortografia correcta del seu cognom.
L'illa és administrada pel Regne Unit com a part del territori d'ultramar de les Illes Geòrgies del Sud i Sandwich del Sud, però també és reclamada per la República Argentina que la considera part del departament Illes de l'Atlàntic Sud dins de la província de Terra del Foc, Antàrtida i Illes de l'Atlàntic Sud.